# Haci Pacha
Haci Pacha était un homme d’État ottoman qui fut le troisième grand vizir de l’Empire ottoman de 1348 à 1349.